# Aerobiologia
Aerobiologia is een internationaal, aan collegiale toetsing onderworpen wetenschappelijk tijdschrift op het gebied van de biologie en de milieuwetenschappen.
Het wordt uitgegeven door Springer Science+Business Media namens de International Association for Aerobiology en verschijnt 4 keer per jaar.